# Leon Babiński

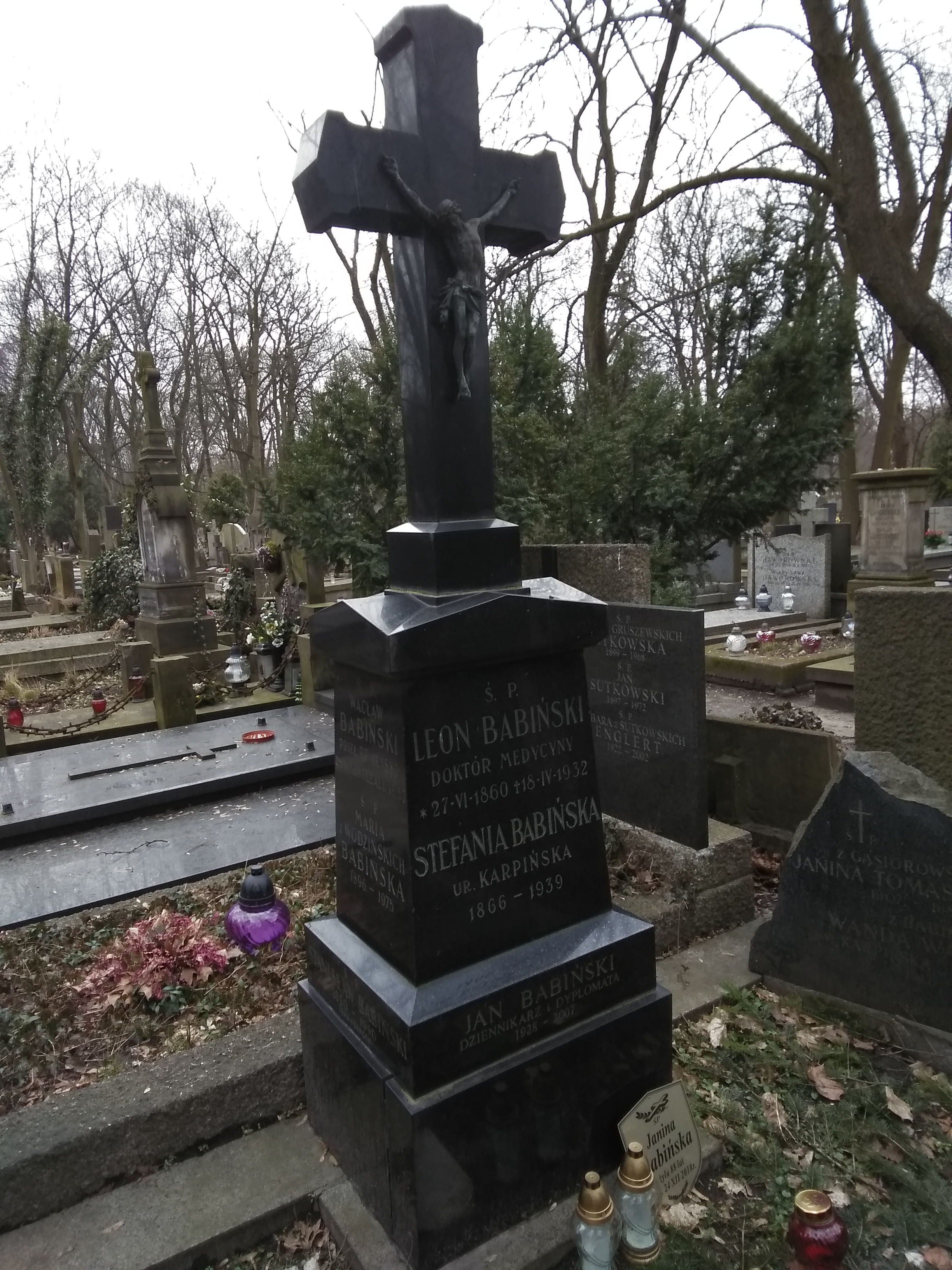
Grób Leona Babińskiego na cmentarzu Stare Powązki

Leon Babiński (ur. 13 stycznia 1891 w Warszawie, zm. 11 stycznia 1973 w Szczecinie) – polski prawnik-cywilista, współorganizator polskiego sądownictwa w dwudziestoleciu międzywojennym, po II wojnie światowej związany z Politechniką Szczecińską.

## Życiorys
Syn Leona i Stefanii z Karpińskich. Uczył się w warszawskim Gimnazjum im. gen. Chrzanowskiego (brał udział w strajkach szkolnych 1905–1907). Studiował prawo na Sorbonie w Paryżu i na Cesarskim Uniwersytecie Moskiewskim w Moskwie (1909–1913) (otrzymał tytuł kandydata nauki złoty medal) i odbył aplikację sądową i adwokacką (1913–1917). Był członkiem Stronnictwa Polityki Realnej w 1914. W odpowiedzi na deklarację wodza naczelnego wojsk rosyjskich wielkiego księcia Mikołaja Mikołajewicza Romanowa z 14 sierpnia 1914, podpisał telegram dziękczynny, głoszący m.in., że krew synów Polski, przelana łącznie z krwią synów Rosyi w walce ze wspólnym wrogiem, stanie się największą rękojmią nowego życia w pokoju i przyjaźni dwóch narodów słowiańskich. Od 1917 był sekretarzem Sądu Najwyższego. Był pracownikiem Rady Windykacji Strat Wojennych Tymczasowej Rady Stanu. W 1919 został zaangażowany do służby w MSZ; był m.in. delegatem rządu w Komisji Górnośląskiej (zob. powstania śląskie).
Był wykładowcą w Szkole Nauk Politycznych i prawa międzynarodowego prywatnego na Wolnej Wszechnicy Polskie (od 1925 jako docent) oraz w Uniwersytecie Warszawskim (od 1927). W latach 1921–1939 wykładał też prawo międzynarodowe i morskie w Szkole Głównej Handlowej (od 1938 jako profesor tytularny). Uczestniczył w tworzeniu międzynarodowego prawa morskiego i lotniczego. Był redaktorem tekstu konwencji o ujednoliceniu niektórych zasad międzynarodowego przewozu lotniczego; w 1929 zorganizował w Warszawie międzynarodową konferencję, na której konwencja została uchwalona. 30 czerwca 1927 ożenił się z Marią Rutkowską.
W latach II wojny światowej ukrywał się przed Niemcami na Podkarpaciu. Po wojnie pracował w Uniwersytecie im. Adama Mickiewicza w Poznaniu oraz – od roku 1947 – w szczecińskim oddziale Akademii Handlowej w Poznaniu (później – Wyższa Szkoła Ekonomiczna, WSE). Pełnił tam funkcję zastępcy rektora (1947–1948), a następnie rektora (1948–1951). W latach 1955–1961 (od utworzenia Politechniki Szczecińskiej przez połączenie WSE ze Szkołą Inżynierską do emerytury) – pracował na Wydziale Inżynieryjno-Ekonomicznym Transportu PS.
Od 1947 był członkiem Instytutu Prawa Międzynarodowego w Gandawie. Należał m.in. do Międzynarodowego Stowarzyszenia Prawników z siedzibą w Paryżu i Gandawie. Był głównym organizatorem Szczecińskiego Towarzystwa Naukowego (STN) i jego prezesem w latach 1957–1970. Działał w Ekspozyturze Komisji Prawa Morskiego.
Spoczywa na cmentarzu Powązkowskim w Warszawie (kwatera 96-3-1,2,3).

## Ordery i odznaczenia
- Krzyż Oficerski Orderu Odrodzenia Polski (9 listopada 1926)[11][12]
- Złoty Krzyż Zasługi (1938)[13]
- Medal Dziesięciolecia Odzyskanej Niepodległości[12]
- Wielki Oficer Orderu Świętego Sawy (Jugosławia)[12]
- Wielki Oficer Orderu Korony Rumunii (Rumunia)[12][14]
- Komandor Orderu Orła Białego (Jugosławia)[12]
- Komandor Orderu Lwa Białego (Czechosłowacja, 1927)[15][12]
- Komandor Orderu Gwiazdy Rumunii (Rumunia)[12]
- Komandor Orderu Białej Róży Finlandii (Finlandia)[12]
- Komandor Orderu Trzech Gwiazd (Łotwa)[12]
- Oficer Orderu Legii Honorowej (Francja)[12]

## Publikacje (wybór)

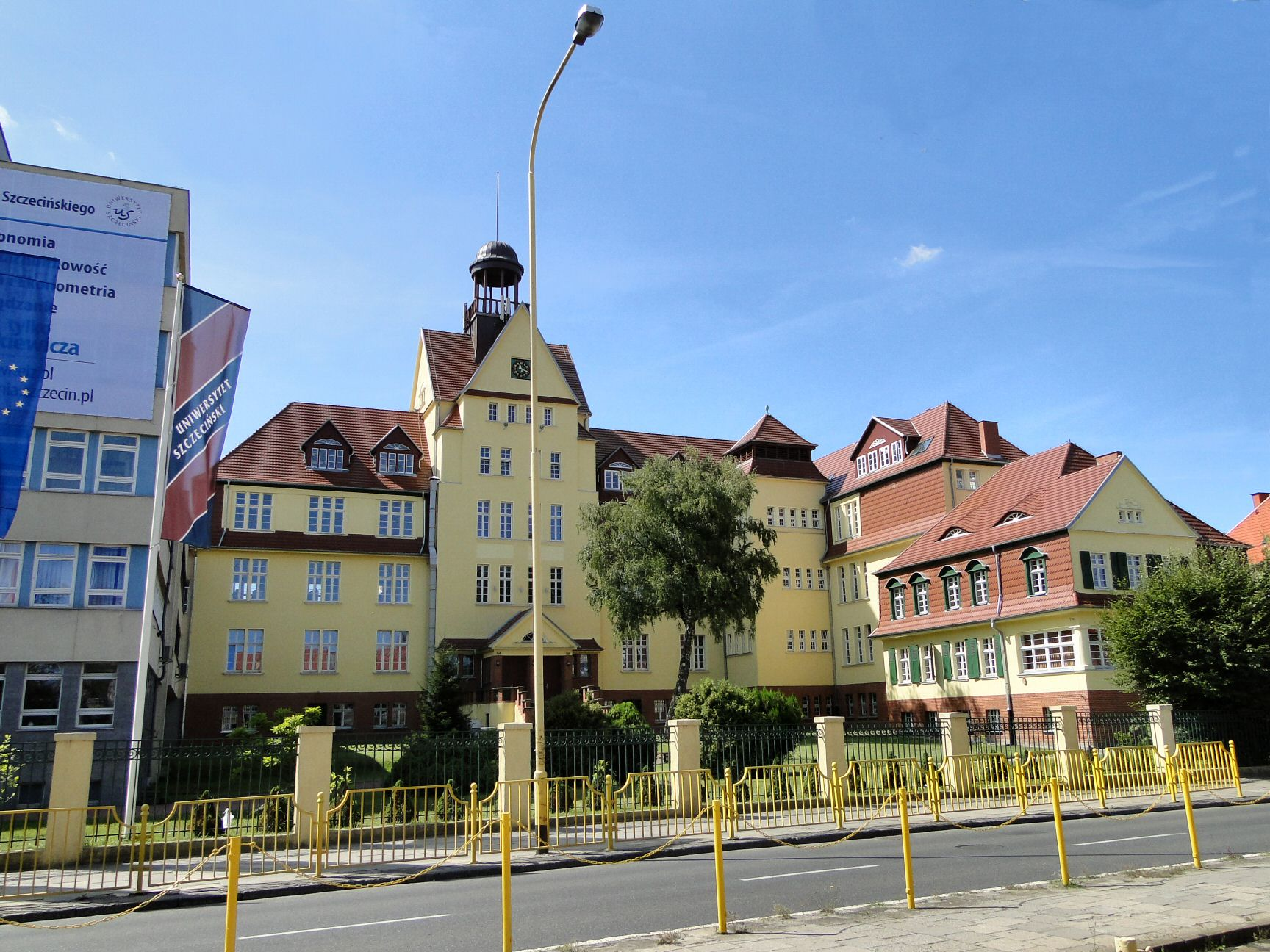
Budynek Wydziału Nauk Ekonomicznych i Zarządzania US, ul. Mickiewicza 64

Jest autorem ponad 250 publikacji (w tym 20 w zagranicznych czasopismach naukowych.
- Prawo cudzoziemców w Polsce (1922)
- Zarys wykładu prawa międzynarodowego prywatnego (1935)
- Organizacja i technika służby konsularnej (1948)
- Prawo przewozowe, cz. 1–3 (1948–1963, z W. Górskim)
- Technika konsularna (1949)
- Nowy podział prawa – prawo astronautyczna („Szczecin” 1958, 1)
- Potrzeby naukowe Pomorza Zachodniego i Szczecina (KiS 1958, 2)
- Zagadnienia współczesnego prawa międzynarodowego prywatnego (1958)
- Z aspektów prawnych wojny o sukcesję szczecińską (Rocz. Przyj. Nauki, Przemyśl, 1961)
- Pomorski memoriał prawniczy przed królem polskim w roku 1469–1470 (1961)
- Nowa ustawa o prawie lotniczym (Przegl. Ustawod. Gosp. 1963, nr 2)
- Założenie prawne gospodarczych wspólnot zachodnioeuropejskich (Ruch Pracowniczy Ekonomiczny i Socjologiczny, 1964, nr 3)
- Stabilizacja stosunków terytorialnych na Ziemiach Odzyskanych niezależnie od traktatu pokojowego (Przegl. Zachodniopom. 1966, 1)
- Prawo transportowe (1968, z W. Górskim)

## Upamiętnienie
- W 1971 Leon Babiński otrzymał doktorat honoris causa Politechniki Szczecińskiej.
- Jego imię nadano jednej z ulic w Szczecinie[16] i auli akademickiej w budynku Uniwersytetu Szczecińskiego (Wydział Nauk Ekonomicznych i Zarządzania, ul. Mickiewicza 64)[17].
- W dniu 2 listopada 2013 posadzono Drzewko Pamięci upamiętniające postać Leona Babińskiego na terenie szczecińskiego Cmentarza Centralnego[18].
- Leon Babiński znalazł się na 30. miejscu listy „Szczecinianie Stulecia”, utworzonej na przełomie XX i XXI w. w wyniku plebiscytu Gazety Wyborczej (wyd. szczecińskie), Polskiego Radia Szczecin i TVP Szczecin[3]. W książce przypominającej ich sylwetki prof. Janina Jasnowska[19], prezes STN w kolejnych latach, napisała o Leonie Babińskim m.in.[3]:

Przyniósł on na grunt Szczecina głęboką wiedzę, doświadczenie i wysoką kulturę człowieka nauki, gdy na „spalonej ziemi”, wśród ludzi przybyłych z różnych stron, trzeba było od podstaw kształtować środowisko naukowe.